# INS Sagardhwani (A74)
L' INS Sagardhwani (A74) est un navire océanographique de recherche sur l'acoustique marine appartenant au Naval Physical and Oceanographic Laboratory, un laboratoire de recherche de la Defence Research and Development Organisation du ministère de la Défense indien. Il est entretenu et exploité par la marine indienne et est basé au commandement naval sud, à Cochin. 

## Histoire
Le navire a été construit par le chantier naval Garden Reach Shipbuilders & Engineers de Calcuta, lancé en mai 1991 et mis en service en 1994. Il a une conception similaire à celle des navires de surveillance de la classe Sandhayak, mais avec la superstructure positionnée au milieu du navire et un héliport en avant. Le navire est conçu pour réduire les bruits et les vibrations lors de la réalisation des programmes acoustiques. Il dispose de planchers flottants pour les laboratoires scientifiques, de supports antivibrations pour les machines et équipements, de conteneurs de lancement de ballons et de radars météo pour effectuer ces expériences. Il est également équipé d'ensembles VHF, d'une radio marine et d'un standard téléphonique automatique. 
À l’intérieur, le navire dispose de huit laboratoires pour diverses disciplines scientifiques et d’un mini-bloc opératoire doté d’un personnel médical. À l’arrière se trouve le matériel de manutention permettant d’amarrer et de récupérer les bouées océanographiques et acoustiques. Il peut accueillir jusqu'à 82 personnes, dont 16 scientifiques, un équipage de 8 officiers et 58 marins.

### Note et référence
- (en) Cet article est partiellement ou en totalité issu de l’article de Wikipédia en anglais intitulé « INS Sagardhwani (A74) » (voir la liste des auteurs).